# Taurija (distrito)
Taurija é um dos 13 distritos da província de Patáz, localizado na região de La Libertad

## Transporte
O distrito de Taurija é servido pela seguinte rodovia:
- PE-12B, que liga a cidade de Tayabamba ao distrito de Huayllabamba (Região de Áncash)
- LI-128, que liga o distrito à cidade de Tayabamba [1][2][3]